# Volókhov
Volókhov - Волохов (rus) - és un poble de l'óblast de Bélgorod, a Rússia. El 2010 tenia 42 habitants. Pertany al districte (raion) de Stroítel.